# 조르제 페트로비치
조르제 페트로비치 (Djordje Petrović, 1999년 10월 8일 ~ )는 세르비아의 축구 선수이며, 잉글랜드 프리미어리그의 AFC 본머스에서 골키퍼로 뛰고 있다.